# Хаавио, Мартти
Мартти Хенрикки Хаавио (фин. Martti Henrikki Haavio; 22 января 1899, Теммес — 4 февраля 1973, Хельсинки) — финский поэт, фольклорист и мифолог. Публиковал свои стихотворения под именем P. Mustapää («чёрная голова»).
Хаавио был членом Карельского академического общества из которого он ушел в 1932 году вместе со другими членами центристами. C 1949 профессор сравнительной этнологии Хельсинкского университета. Творчество Хаавио находилось под влиянием Т. С. Элиота и Р. Киплинга; оно способствовало обновлению финского языка. Его основные работы, это сборники стихов Jäähyväiset Arkadialle («Прощание с Аркадией», 1945), Linnustaja («Охотник за птицами», 1952); и труд по финской мифологии Suomalainen mytologia (1967).
В 1960 году Хаавио женился на Аале Тюнни после того, как его первая жена Эльза Эняярви-Хаавио умерла в 1951 году от рака. Его дочь Элина Хаавио-Маннила — социолог. Похоронен на кладбище Хиетаниеми в Хельсинки.